# Rajegwesi
Rajegwesi is een bestuurslaag in het regentschap Tegal van de provincie Midden-Java, Indonesië. Rajegwesi telt 3463 inwoners (volkstelling 2010).